# جزيرة كاراميان
جزيرة كاراميان وهي جزيرة من جزر إندونيسيا، وتقع ضمن جزر ماساليمبو في إقليم جاوة الشرقية.